# Mädelegabel
El Mädelegabel es una montaña de 2.645 metros, compuesta de dolomita y perteneciente a los Alpes de Algovia cerca de Oberstdorf. Está situada a lo largo de la frontera entre Austria (Tirol) y Alemania (Baviera).
Es la cuarta montaña más alta de los Alpes del Algovia, con una pared rocosa de 400 metros de altura. Junto con el Trettachspitze y el Hochfrottspitze, el Mädelegabel forma el conocido trío de cumbres de la cresta principal de los Alpes del Algovia. Originalmente Mädelegabel era el nombre de las tres montañas del trío; sólo más tarde se les dio nombres diferentes. En sus laderas sudorientales se encuentra el Schwarzmilzferner, un pequeño glaciar. Fue escalada por primera vez en 1818, por un equipo de reconocimiento.